# Nectomys rattus
Nectomys rattus là một loài động vật có vú trong họ Cricetidae, bộ Gặm nhấm. Loài này được Pelzeln mô tả năm 1883.